# Hodinová věž Strzybnik
Hodinová věž Strzybnik, polsky Wieża Zegarowa w Strzybniku, je malá zděná hodinová věž, která se nachází ve vesnici Strzybnik ve gmině Rudnik v okrese Ratiboř v jižním Polsku. Geograficky se nachází v Ratibořské kotlině v Horním Slezsku ve Slezském vojvodství.

## Další informace
Hodinová věž se nachází v zámkovém komplexu zaniklého zámku Strzybnik, poblíž bývalé kovárny Strzybnik a špýcharu Strzybnik. Na čtvercovém soklu je umístěna věžička kruhového půdorysu na jejímž vrcholu jsou umístěny poškozené hodiny kryté stříškou. Ciferník byl velmi zajímavý, kde místo čísel označujících hodiny, byla písmena hesla Benedikta z Nursie "ora et labora" tj. modlit se a pracuj.

## Galerie

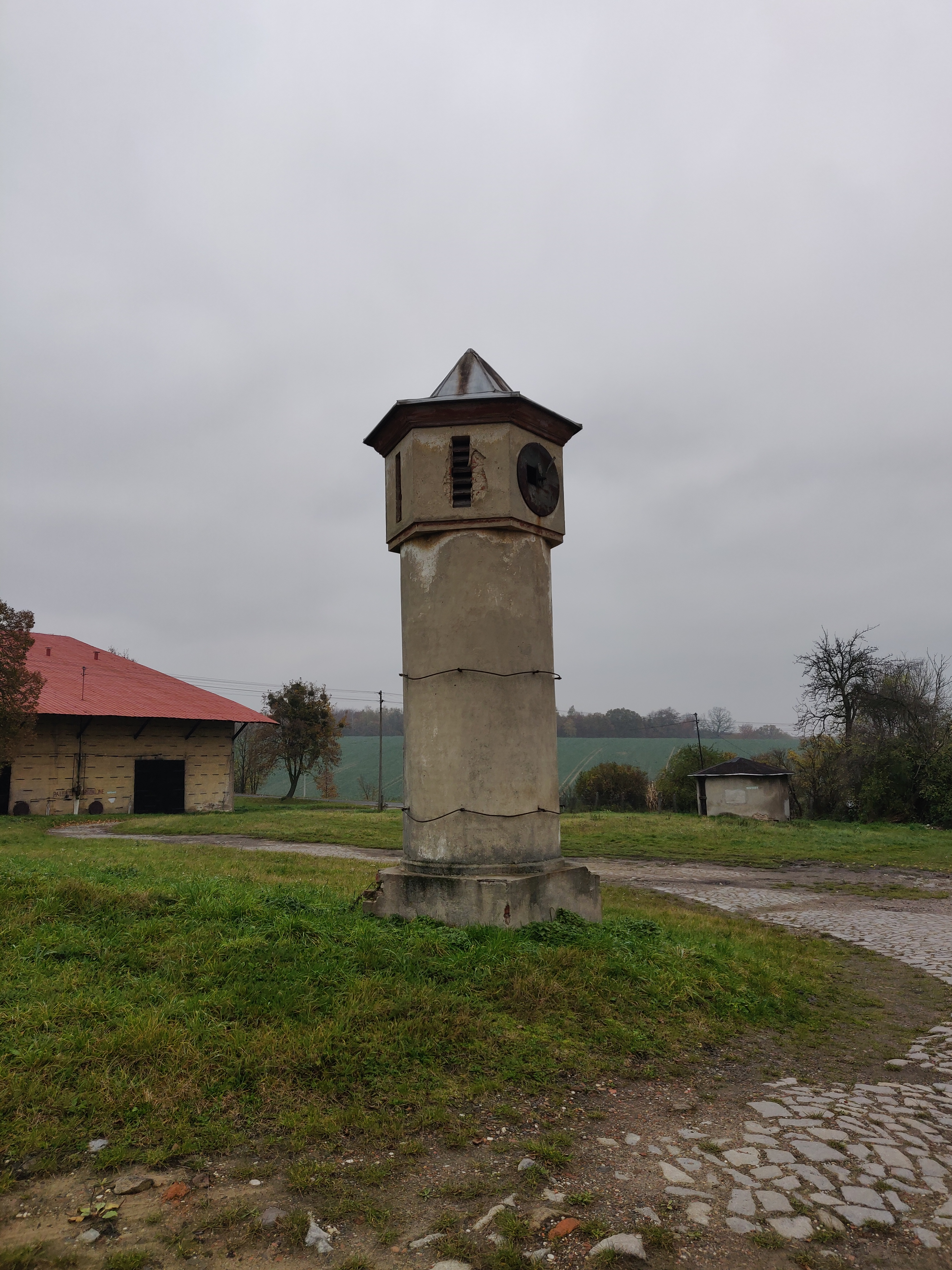
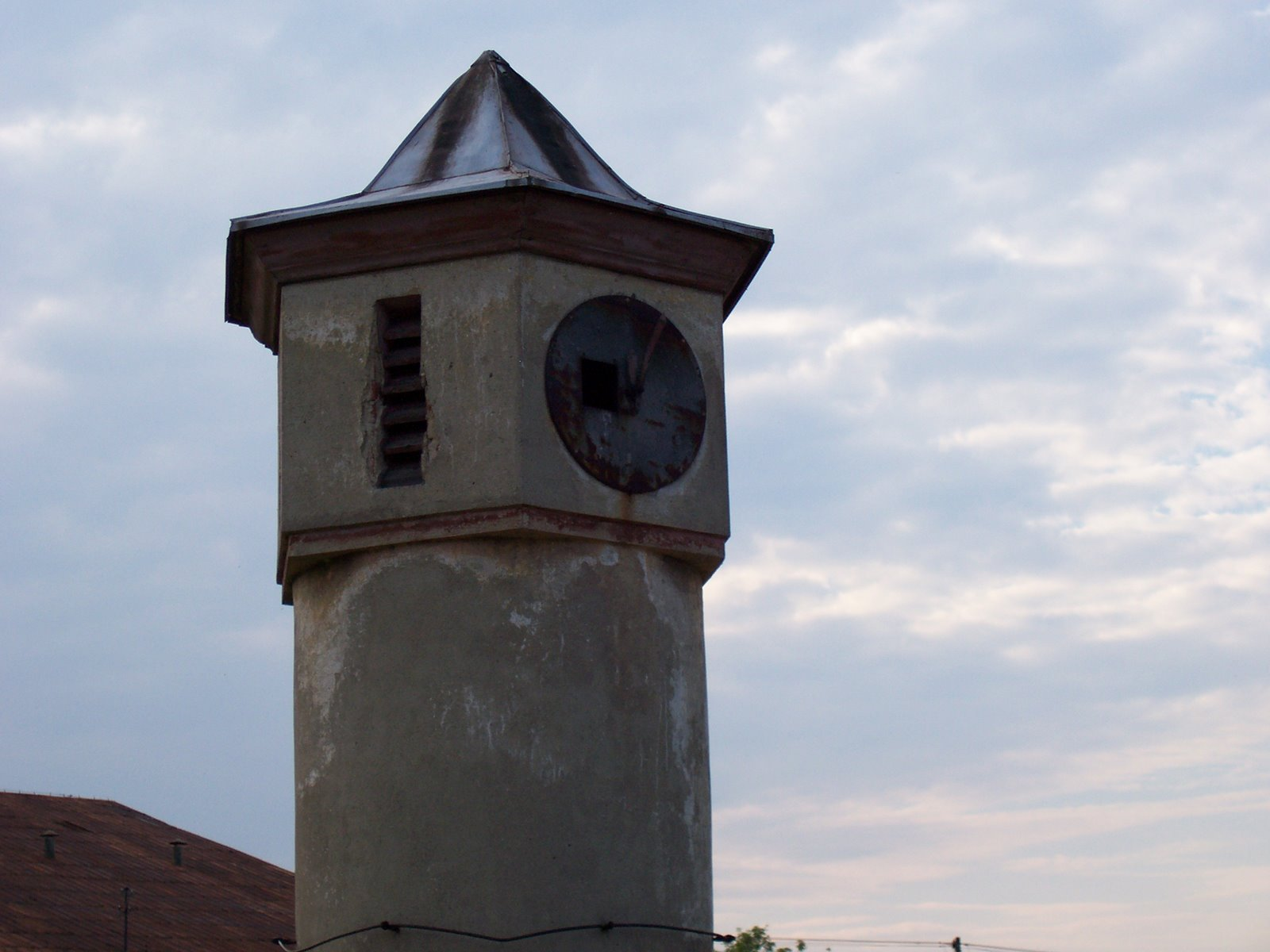